# Władysław Glinka
Władysław Bonifacy Glinka h. Trzaska, ps. „Trzaska” (ur. 1864 w Szczawinie, zm. 21 września 1930 w Warszawie) – ziemianin, działacz społeczny i polityczny, pisarz.

## Życiorys

### Pochodzenie
Pochodził z ziemiańskiej rodziny Glinków, osiadłej w majątku Szczawin położonym w pobliżu Ostrołęki. Urodził się w 1864 roku jako syn Mikołaja Zenona (1827–1907) i Marii z Watta-Kosickich (1825–1868), córki Ludwika Kosickiego, historyka, pedagoga, profesora Liceum św. Anny w Krakowie. Miał siostrę Jadwigę (1856–1938) i brata Antoniego (zm. 1933).

### Wykształcenie
W 1881 roku rozpoczął naukę w prestiżowym paryskim Lycée Louis-le-Grand, ukończył je w 1884, uzyskując I nagrodę i medal, po czym rozpoczął studia na wydziale prawa Sorbony.

### Działalność społeczna i gospodarcza
Po powrocie do Polski osiadł w Susku Starym, który to majątek ojciec wydzielił mu z rodowych dóbr w 1890 roku. Przekształcił tamtejszy folwark w jedno z najnowocześniejszych gospodarstw w regionie. Założona przez niego hodowla szwyców była uważana za najlepszą w kraju, zdobyła wiele wyróżnień na wystawach w Warszawie, Kijowie, Moskwie i Petersburgu. Sam zresztą prowadził specjalną komisję hodowlaną bydła Centralnego Towarzystwa Rolniczego w Moskwie. Na wysokim poziomie stała również jego hodowla koni półkrwi angielskiej, które przeznaczone były na potrzeby armii. Pisywał do „Gazety Rolniczej”. W 1904 założył jedno z pierwszych kółek rolniczych w Królestwie Polskim. Przewodził również wielu innym organizacjom społeczno-gospodarczym, m.in. Okręgowemu Towarzystwu Rolniczemu, przy którym utworzył kasę drobnego kredytu dla wsi. W Banku Handlowym, w Warszawie gromadzone były, na jego nazwisko, tajne składki na oświatę narodową.

### Działalność literacka i publicystyczna

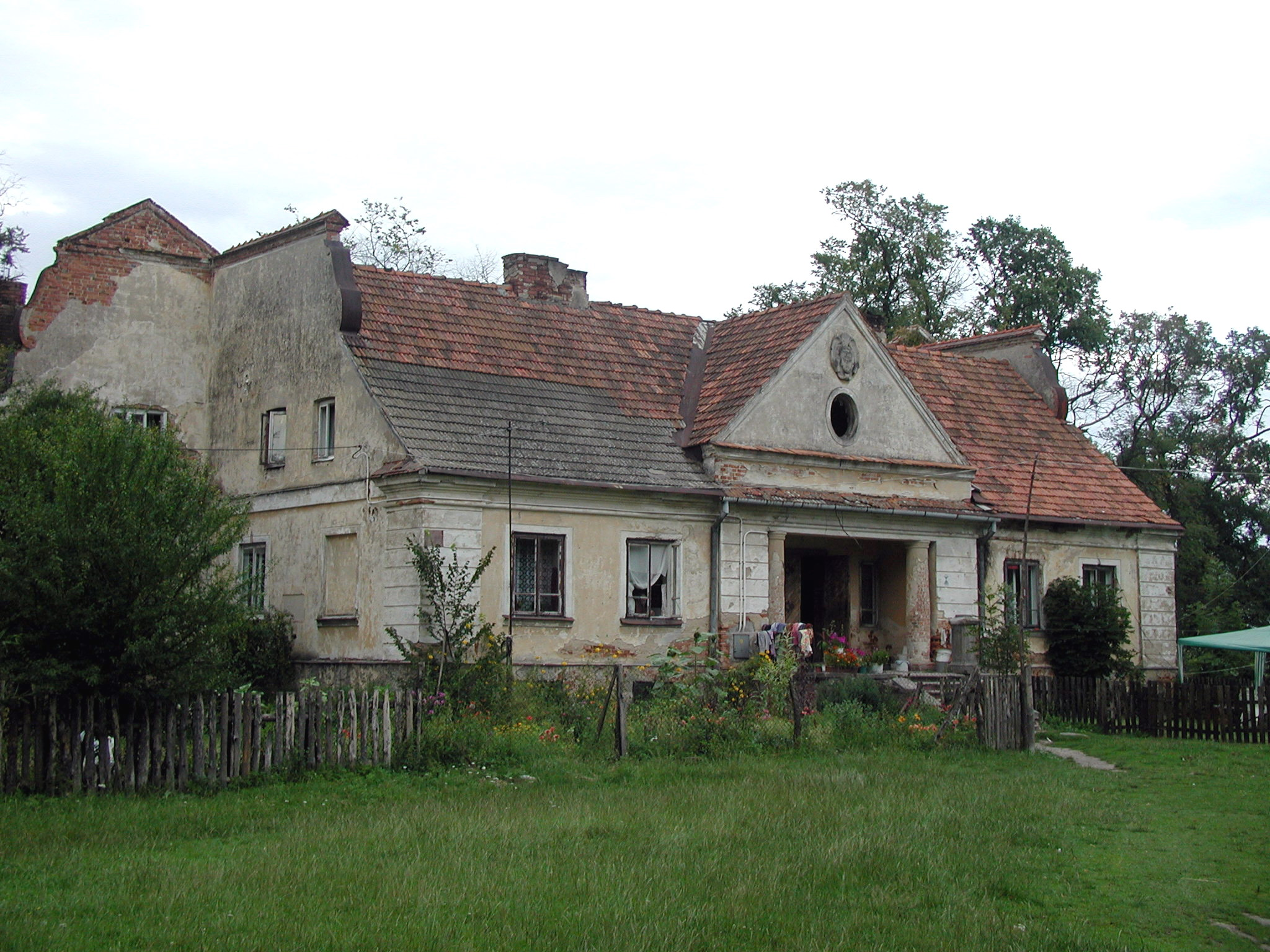
Dwór w Susku Starym, pochodzący z końca XVIII wieku

W dworze w Susku Starym zgromadził bogatą bibliotekę literatury polskiej, angielskiej i francuskiej, liczącą ok. 8 tys. woluminów. Studiował prace filozofów francuskich Henriego Bergsona, Blaise’a Pascala, Kartezjusza, Auguste’a Comte’a. Przetłumaczył na polski dzieło księdza Michela d’Herbigny’ego oraz kilka encyklik Leona VIII. Poza wieloma artykułami publicystycznymi, napisał nowele zebrane w tomiku Panna Żabińska, wydane w 1900 roku pod pseudonimem „Trzaska”. W 1928 roku wydał Pamiętnik z Wielkiej wojny, napisany na podstawie codziennych notatek prowadzonych od początku wojny do powrotu do kraju z wygnania w 1919 roku.

### Działalność polityczna

#### Stronnictwo Narodowo-Demokratyczne
Początkowo związał się z ruchem narodowym. Kolportował „Polaka”, współpracował również z „Głosem”. W 1905 roku zrezygnował z członkostwa w Stronnictwie Narodowo-Demokratycznym, gdyż, jak sam stwierdził, „idea zaczęła się paczyć”.
Po wybuchu I wojny światowej założył i prezesował ostrołęckiemu Komitetowi Obywatelskiemu, organizacji mającej na celu pomoc ofiarom wojny, jednemu z pierwszych w Królestwie. Brał również udział w pracach Gubernialnego Komitetu Obywatelskiego w Łomży. Po cofnięciu się frontu rosyjskiego, został wysiedlony w głąb Rosji, w sierpniu 1915. W czasie podróży zakładał Komitety Obywatelskiego, m.in. w Prużanach, Słonimie i Mińsku. To ostatnie miasto było przez dłuższy czas miejscem jego pobytu.

#### Stronnictwo Polityki Realnej
W 1917 roku, w czasie pobytu na emigracji w Moskwie (gdzie osiadł z rodziną), związał się ze Stronnictwem Polityki Realnej. W Moskwie utrzymywał tam kontakty z najwyższymi sferami polskiej emigracji, założył salon polityczny. Działał również w Centralnym Komitecie Obywatelskim, Komitecie Narodowym Polskim, Radzie Zjazdów i Radzie Międzypartyjnej. W ramach tej ostatniej organizacji prezesował Towarzystwu Pomocy Ofiarom Wojny w Polsce.

#### Pobyt w Rosji
Po wybuchu rewolucji lutowej organizował ekspedycję legionistów Józefa Dowbora-Muśnickiego na Murmańsk. Po rozpoczęciu rewolucji bolszewickiej został osadzony w lipcu 1918 roku więzieniu, najpierw na Łubiance, potem na Butyrkach, a ostatecznie na Tagance. W czasie pobytu w więzieniu napisał broszurę pt. Bolszewizm a sprawa agrarna w Polsce, w której wyłożył swój pogląd na sprawę reformy rolnej. Po uwolnieniu w listopadzie 1918 roku, powrócił do Polski.

#### W II Rzeczypospolitej

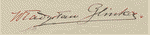
Autograf Władysława Glinki zamieszczony w Polskiej Deklaracji...

Pierwszym jego czynem po przyjeździe było zorganizowanie Komitetu Powiatowego w Ostrołęce. W 1919 roku przekazał majątek synowi Janowi, a sam wyjechał do Warszawy, gdzie zaangażował się w działalność polityczną. Po śmierci Zygmunta Wielopolskiego stał się liderem SPR, był też jednym z redaktorów „Dziennika Powszechnego” – gazety będącej głosem realistów. Po połączeniu roku SPR z innymi partiami prawicowymi w jeden blok nazwany Stronnictwem Pracy Konstytucyjnej (przemianowany później na Stronnictwo Prawicy Narodowej) znalazł się Zarządzie Głównym nowej organizacji. Był jednym z przywódców „puczu” dawnych realistów, mającego na celu ukrócić wpływy, głównie galicyjskiej grupy wywodzącej się z dawnego SPN, 14 września 1920 roku wystąpił z partii. Po 1923 roku wycofał się z aktywnej działalności politycznej. Zwrócił się też bardziej w kierunku prądów chrześcijańsko-konserwatywnych. Utrzymywał kontakty z tuzami polskiej polityki, m.in. z Władysławem Grabskim czy Stanisławem Wojciechowskim. Pisywał do „Czasu” i „Przeglądu Ziemiańskiego”, głównie na tematy związane z sytuacją rolnictwa. Szczególnie ostro zareagował na przewrót majowy, publikując krytyczny artykuł na łamach prasy. Założył w 1918 roku Towarzystwo Kredytowe Ziemskie z siedzibą w Warszawie, był jego prezesem aż do śmierci. Przewodniczył również Związkowi Instytucji Kredytu Długoterminowego.
Władysław Glinka był zwolennikiem włączenia ziem białoruskich do Polski. Uważał, że Białorusini są barbarzyńską ludnością, której nie można uważać za duchowego pana ziemi, którą zamieszkiwali, natomiast Polacy mieszkający na wschodzie zbyt łatwo rezygnują z roli gospodarzy i przewodników.
W kwestiach kościelnych opowiadał się za ultramontanizmem.

### Życie prywatne
W czasie pobytu w Paryżu poznał swą przyszłą żonę Joannę de Calonne, córkę swojego profesora z liceum. Pobrali się 23 czerwca 1889 roku. Mieli troje dzieci: Jana (1890–1963), Magdalenę (1893-1917) i Stefana (1900–1940).

### Śmierć i pochówek
Zmarł na atak serca 21 września 1930 roku w Warszawie, został pochowany na cmentarzu w Rzekuniu k. Ostrołęki.

## Ordery i odznaczenia
- Krzyż Komandorski Orderu Odrodzenia Polski (7 listopada 1925)[16]
- Komandor Orderu Legii Honorowej (Francja)[17]

## Publikacje

### Wydawnictwa zwarte
- Panna Żabińska (Panna Żabińska, Obora zarodowa w Kaczynowie, Maligna, Antosia, Filozof, Urywek z dziennika Heleny P.), pod pseudonimem „Trzaska” (Warszawa, 1901)
- Bolszewizm a sprawa agrarna w Polsce (Warszawa, 1918)
- Pamiętnik z wielkiej wojny (Warszawa, t. I – 1927, II-IV – 1928)

### Wybrane artykuły
Publikował na łamach: „Gazety Rolniczej”, „Głosu”, „Czasu”, „Przeglądu Ziemiańskiego”, „Kuriera Warszawskiego”.
- Z dyskusji o monarchizmie, „Pro Fide Rege et Lege”, z. 1, VII 1926.

### Przekłady
- Antoni Brykczyński: Porte d’airain de la cathédrale de Gniezno, Brugès 1890.
- Charles Maignan: Nacjonalizm, katolicyzm, rewolucja, Warszawa 1919.
- Michel d'Herbigny: Anglikanizm i prawosławie grecko-słowiańskie, Warszawa 1924.
- Leon XIII: Encyklika J. Św. papieża Leona XIII o pochodzeniu władzy państwowej, Warszawa 1926.